# Joventut Socialista Unificada de Catalunya
La Joventut Socialista Unificada de Catalunya (JSUC) és una organització juvenil de caràcter comunista, organització juvenil del Partit Socialista Unificat de Catalunya Viu (PSUC Viu) i refundada després de la desvinculació d'aquest de la Joventut Comunista de Catalunya (JCC). Va ser el referent català de la Joventut Comunista (UJCE) fins que a causa d'una sèrie de discrepàncies organitzatives i ideològiques aquesta va iniciar el procés de creació de la seva pròpia estructura a Catalunya.

## Història

### JSUC històrica
Creada originalment el 12 d'abril de 1936 en un acte celebrat al cinema Grand Price de Barcelona dins del procés d'unificació dels diversos partits socialistes i comunistes catalans seguint la tàctica de Front Popular antifeixista seguida a l'Europa de la dècada del 1930 i propugnada el 1935 en el VII Congrés de la Internacional Comunista. De la mateixa manera que la Unió Socialista de Catalunya, el Partit Comunista de Catalunya, el Partit Català Proletari i la Federació Catalana del PSOE s'havien unificat en el Partit Socialista Unificat de Catalunya (PSUC), també s'unificaren les seves branques juvenils, la principal de les quals eren les Joventuts Socialistes de Catalunya (creades de la unificació de les joventuts de la USC i del PCP).
Els seus principals dirigents foren Àngel Estivill, Vicenç Penyarroya, Celestí Martí Salvat i Wenceslau Colomer, que en foren secretaris generals. També gaudia d'una important secció femenina, encapçalada per Margarida Abril, Isabel Bustó i Teresa Pàmies (impulsores de l'Aliança Nacional de la Dona Jove), Lina Òdena i Lena Lambert. Tot i que lligats al PSUC, les JSUC mantenien la seva pròpia independència, ja que eren vinculades a la Internacional Juvenil Comunista. 
La seva seu era a l'Hotel Colón de Barcelona. Els seus òrgans eren Juliol (1936-1938), publicat íntegrament en català i dirigit per Emili Peydró, Celestí Martí Salvat, Llibert Estartús, Wenceslau Colomer i Antoni Gabernat, i La Nostra Generació.
Des del novembre del 1936 s'enfrontaren violentament a la Joventut Comunista Ibèrica, secció juvenil del Partit Obrer d'Unificació Marxista (POUM), d'orientació trotskista i que havia refusat integrar-se en les JSUC. Per tal d'aïllar-les van promoure una Aliança Nacional de la Joventut Antifeixista amb les Joventuts Llibertàries de Catalunya (properes a la CNT), però aquesta aliança no es materialitzaria fins a l'abril de 1938, poc abans d'acabar la guerra civil espanyola.
Pel que fa al combat militar durant la guerra civil espanyola, el dirigent Pere Sunyol organitzà grups militars a la caserna de Sarrià i organitzà al Maresme la Columna Jaume Graells, que es va distingir en el desembarcament de Mallorca d'Alberto Bayo. També tenia alguns combatents integrats en la Columna Carles Marx que editaven una revista pròpia en castellà, Juventud Consciente.
Després de la guerra va vincular-se més estretament al PSUC. El 1970 el seu paper dins el PSUC fou assumit per la Joventut Comunista de Catalunya (JCC).

### Refundació
El novembre de 2015, el PSUC-Viu, després que mesos abans la seva branca juvenil Joves Comunistes formés part del procés d'unitat que va portar a la reaparició de la Joventut Comunista de Catalunya (conjuntament amb CJC - Jovenut Comunista), va fundar una secretaria de joventut anomenada JSUC en honor de les JSUC històriques i fent un joc de paraules amb el nom del propi partit "PSUC", amb els militants que van romandre al PSUC-Viu, mesos més tard adoptarà el nom complet de JSUC-Joventut Comunista. El seu Congrés de fundació, batejat com a "VII Congrés", es va celebrar els dies 28 i 29 de novembre de 2015 a Barcelona, en què es va triar la barcelonina Ester Pérez com a Secretària General.
El 27 de febrer del 2022, celebren una Assemblea General sota el títol "Models de lluita política i social" amb els objectius de plantejar una estratègia i tàctica clares i cohesionar l'organització en base a la priorització de fronts i espais i la utilitat de participació en aquests. En aquesta assemblea guanya la postura que advoca per la priorització de la lluita externa als espais de conflicte obrer respecte a qui advocaven per prioritzar la lluita institucional, però aquesta assemblea queda anul·lada de manera fulminant pel PSUC Viu en considerar els debats "contraris a els seus documents congressuals".
El 12 d'octubre del mateix any la UJCE anuncia una presentació del seu propi projecte comunista a Catalunya per al 15 d'octubre, on se celebra una Conferència Nacional a la qual assisteixen antics militants de la JSUC. Dies després es fa pública una carta interna on dos col·lectius de l'organització anuncien la seva renúncia al projecte polític de la JSUC perquè el considera mancat d'estratègia, oportunista i sumit als interessos del PSUC Viu. L'UJCE fa pública una resolució on, segons ells, la JSUC ha incomplert una sèrie d'acords mutus a prop de la unió organitzativa entre les dues joventuts.
Durant el 2022 es celebra finalment un nou Congrés amb els militants restants, escollint a Rubén Paz com a nou Secretari General.

## Estructura organitzativa i fronts
Està present en diversos moviments sindicals i juvenils de Catalunya: El seu referent sindical estudiantil és AEP (Associació d'Estudiants Progressistes). També participa en les Asamblees de Facultat i a la ILP Universitats; en l'àmbit sindical participa en Acció Jove - Joves de CCOO i  Comissions Obreres de Catalunya. A més, participa en el moviment social pel dret a l'habitatge digne PAH (Plataforma d'Afectats per l'Hipoteca), en el Sindicat de Llogaters i en la UCFR i Antifeixistes UAB. També participa a diversos Centres Socials Autogestionats (CSA).